# Euphyia doliopis
Euphyia doliopis là một loài bướm đêm trong họ Geometridae.